# Albert Soboul
Pour les articles homonymes, voir Soboul.
Albert Soboul, né le 27 avril 1914 à Ammi Moussa (près de Mostaganem, Algérie) et mort le 11 septembre 1982 à Nîmes, est un historien français, spécialiste de la Révolution française et de Napoléon.

## Biographie

### Contexte familial
Albert Soboul est issu d'une famille modeste originaire de l'Ardèche. Son milieu social est composé de paysans, artisans et ouvriers.
Son grand-père, Pierre Marie Soboul, est ouvrier en soie. Il épouse le 1er mai 1865, Lucie Marie Dérocles, à Uzer. De leur union naissent sept enfants dont Marie Soboul, enseignante et résistante. En 1881, il est moulinier à Lyon. En 1884, il est contremaître dans une nouvelle filature de soie à Montréal. Pierre et Lucie Soboul viennent ensuite habiter Largentière, puis le lieu-dit La Croisette d'Uzer, où ils achètent un café-restaurant.
Son père, Lucien Soboul, né le 3 novembre 1881 à Lyon dans le 6e arrondissement est menuisier et s'installe en 1908 en Algérie pour exploiter des terres. La politique du gouvernement d'alors est de promouvoir l'implantation de colons en Afrique du Nord. Lucien Soboul rentre au pays pour y prendre femme et rencontre Marie Antoinette Meillan, née le 12 septembre 1889 à Marseille. Ils se marient le 19 novembre 1910 à Saint-Andéol-de-Bourlenc en Ardèche. Lors de la cérémonie, Marie Meillan déclare qu'elle n'a « le consentement de personne, agissant comme libre et majeure ». Elle est la fille naturelle de Séraphie Marie Meillan, domestique. Le jeune couple part en Algérie, où naissent à Ammi Moussa, leur fille Gisèle en octobre 1911 et leur fils, Albert, le 27 avril 1914.
Lors de la Première Guerre mondiale, Lucien Soboul est mobilisé et incorpore le 2e régiment de marche de zouaves, avec le grade de sergent. Il est tué à l'ennemi sur le front d'Arras, le 29 novembre 1914 à Écurie dans le Pas-de-Calais, lors de l'offensive allemande. Déclaré mort pour la France, Lucien Soboul venait juste d'avoir trente-trois ans et laisse une veuve et deux orphelins.

### Jeunesse et formation
Albert Soboul devient pupille de la Nation et, à ce titre, boursier de la République. Lui et sa sœur aînée Gisèle demeurent toujours en Algérie avec leur mère. Marie Meillan vend le domaine agricole en 1919 et s'installe à Alger, dans le quartier de Belcourt, où elle épouse en secondes noces, le 22 mai 1920, Victor Gabriel Repiquet, originaire de la Côte-d'Or. Mais la mère d'Albert Soboul est atteinte de phtisie pulmonaire et décide, pour se soigner, de revenir en France au mois de mai 1922.
La famille doit aller en Ardèche. Ils arrivent à Marseille, puis à Nîmes, où réside la tante d'Albert, Marie Soboul, professeur à l'École normale d'institutrices du Gard depuis 1909 et directrice de cet établissement en 1926. Marie Meillan reste quelques jours, avant de se rendre à Saint-Andéol-de-Bourlenc. Déjà très malade, elle meurt dans cette commune le 11 juin 1922, à l'âge de trente-deux ans. Ses deux enfants sont élevés par leur tante, Marie Soboul. Elle joue un rôle important dans la formation scolaire de son neveu Albert et l'engage dans la voie d'études classiques et brillantes. 
Il reçoit une solide éducation au lycée Alphonse Daudet à Nîmes, de 1923 à 1931. Albert Soboul entre au lycée Joffre à Montpellier en 1931, puis au lycée Louis-le-Grand à Paris en 1932, avant de rejoindre la Sorbonne en 1935.
Sous les pseudonymes de Jules Leverrier et de Pierre Dérocles, il publie en 1937 aux Éditions sociales internationales, un ouvrage consacré à Saint-Just.
Albert Soboul est admis à l'agrégation d’histoire et de géographie, le dix-neuvième, au mois de juin 1938,.

### Engagement
Il s'engage dans le communisme à 19 ans, en 1933, participe aux luttes politiques au moment du Front populaire et rejoint les intellectuels du Parti communiste français en 1939, lors du 150e anniversaire de la Révolution française.
Il est mobilisé la même année au mois de septembre, à la suite de la déclaration de guerre avec l'Allemagne nazie. Il sert dans l'artillerie hippomobile, sans jamais voir le combat, jusqu'à sa démobilisation en 1940. Professeur d'histoire au lycée de Montpellier, Albert Soboul organise une manifestation étudiante et y prend part, le 14 juillet 1942. Arrêté, il est révoqué par l'administration de Vichy le 21 août 1942. De janvier à juin 1943, il se réfugie dans le Maquis du Vercors à Villard-de-Lans. Grâce à Georges-Henri Rivière, Albert Soboul est missionné par le Musée national des arts et traditions populaires en tant qu'ethnographe de 1943 à 1944, il enquête dans toute la France sur l'habitation rurale. Les possibilités de déplacement offertes par son statut de chercheur facilitent son action dans la Résistance.

### Historien de la Révolution française
Après la Libération, en 1944, Albert Soboul retrouve son poste de professeur au lycée de Montpellier, avant d'être nommé au lycée Marcelin-Berthelot, puis au lycée Henri-IV. Il se lie d'amitié avec l'éminent historien Georges Lefebvre et prépare sous sa direction, sa soutenance de thèse : Les sans-culottes parisiens en l’an II. Mouvement populaire et gouvernement révolutionnaire, 2 juin 1793-9 thermidor an II. Sa thèse de doctorat d'État ès-lettres le 29 novembre 1958, est un monument d'érudition peu contesté. En 1959, il devient coprésident de la Société des études robespierristes et secrétaire général des Annales historiques de la Révolution française. Albert Soboul est nommé à l'université de Clermont-Ferrand, puis accède le 1er avril 1968, à la chaire d'Histoire de la Révolution française à la Sorbonne et devient directeur de l'Institut d'histoire de la Révolution française. Le professeur Albert Soboul multiplie les voyages à l'étranger et contribue à des missions universitaires, congrès, conférences et colloques. Les principaux congrès internationaux des sciences historiques auxquels Albert Soboul participe, sont : Stockholm en 1960, Vienne en 1965, Moscou en 1970, San Francisco en 1975 et Bucarest en 1980.
Si Albert Soboul est considéré comme l'une des figures les plus importantes du courant historiographique d'inspiration marxiste de la Révolution française, son œuvre ne doit pas pour autant se laisser enfermer dans cette catégorie et encore moins stigmatiser l'historien. Il est nécessaire de rappeler qu'« en lui cohabitaient, non sans mal, le militant et l'historien, l'un comme l'autre plein de déchirures. Sa thèse, Les sans-culottes parisiens en l'an II […] en témoigne, comme elle fournit la preuve de sa probité intellectuelle ».

Au cours des années 1970, Albert Soboul doit faire face à l'opposition de l'école conservatrice qu'il nomme révisionniste, autour de François Furet — ancien membre du parti communiste français — et de son beau-frère Denis Richet ou des anglo-saxons comme William Doyle. La polémique autour de la Révolution française est analysée par l'historien Marc Bordeleau : 

« Avec le recul, nous constatons que les attaques de Furet à l'égard de Soboul étaient davantage d'ordre idéologique que scientifique, ce qui devrait nous faire réfléchir sur la valeur réelle de son travail d'historien et sur l'ostracisme qu'il fit subir à Soboul. »

Albert Soboul est l'historien par excellence des mouvements populaires, spécialiste des Sans-culottes de l'An II, il publie ensuite de nombreux travaux historiques, dont le Précis d'histoire de la Révolution française ou La Civilisation et la Révolution française en trois volumes. Ses ouvrages sont marqués par une recherche substantielle et un style clair. Son œuvre s'est révélée, en France et à l'étranger, comme la contribution majeure à l'étude de la Révolution française et de l'Histoire sociale. Le 23 juin 1982, il est élu président du conseil scientifique du musée de la Révolution française de Vizille.
L’Académie française lui décerne le prix Dumas-Millier en 1972 pour les Œuvres complètes de Jean Meslier, en collaboration avec Jean Deprun et Roland Desné.
Au mois de juin 1982, Albert Soboul revient épuisé d'un colloque à Ottawa au Canada. Victime de plusieurs infarctus, il négligeait les prescriptions médicales. Albert Soboul part pour la Grèce en août, pays qu'il affectionne tout particulièrement. Ce nouveau voyage au vu de son état de santé, s'avère exténuant et à son retour, il est hospitalisé. Emmené à son domicile de Nîmes, Albert Soboul meurt le 11 septembre 1982, à l'âge de soixante-huit ans.
Albert Soboul est inhumé au cimetière du Père-Lachaise (97e division), non loin du mur des Fédérés, où les derniers défenseurs de la Commune de Paris ont été fusillés le 24 mai 1871.

## Postérité

### Témoignage
Raymond Bloch, directeur à l'École pratique des hautes études, dans la préface du dernier ouvrage d'Albert Soboul consacré à « La France Napoléonienne », lui rend un vibrant hommage et apporte un précieux témoignage : 

« Son caractère bouillant et généreux m'avait dès l'abord séduit comme son ardeur au travail et sa vive intelligence. Au-delà des discussions que suscite toute œuvre originale, le dernier livre d'Albert Soboul me semble faire apparaître, chez l'auteur, l'extrême ampleur des connaissances, soigneusement recueillies et contrôlées, et la rare aptitude qui lui permettait de les dominer et d'en tirer des tableaux hauts en couleur. Avec un calme et un apaisement qu'on ne lui connaissait pas toujours, il décrit réalités économiques et sociales, mais aussi politiques, militaires et morales, et ce n'est pas sans plaisir qu'il s'est plu à rappeler ces propos de Napoléon, rapportés par Fontanes, grand maître de l'Université : « Il n'y a que deux puissances au monde, le sabre et l'esprit, et, à la longue, le sabre est toujours vaincu par l'esprit », ou bien encore cette phrase magnifique de Chateaubriand écrite en 1807 : « Lorsque tout tremble devant le tyran, l'historien paraît, chargé de la vengeance des peuples. C'est en vain que Néron prospère, Tacite est déjà né dans l'Empire ». Ainsi Albert Soboul aura-t-il manifesté dans son dernier livre la science et le talent qui lui ont fait occuper une place de choix parmi les érudits d'aujourd’hui. J'aurais voulu qu'il prît connaissance de ce jugement que je porte d'un cœur sincère. Il lui était destiné et il méritait bien de pouvoir l'entendre. »

### Odonymie
Des villes honorent la mémoire d'Albert Soboul, en donnant son nom à des rues comme à Nîmes, Montpellier, Villard-de-Lans, Les Mureaux, Avrillé, Louvigny, Conques-sur-Orbiel.
Le Centre de documentation et la bibliothèque du musée de la Révolution française dans le domaine de Vizille, portent le nom d'Albert Soboul depuis le 4 juin 2005.

## Publications

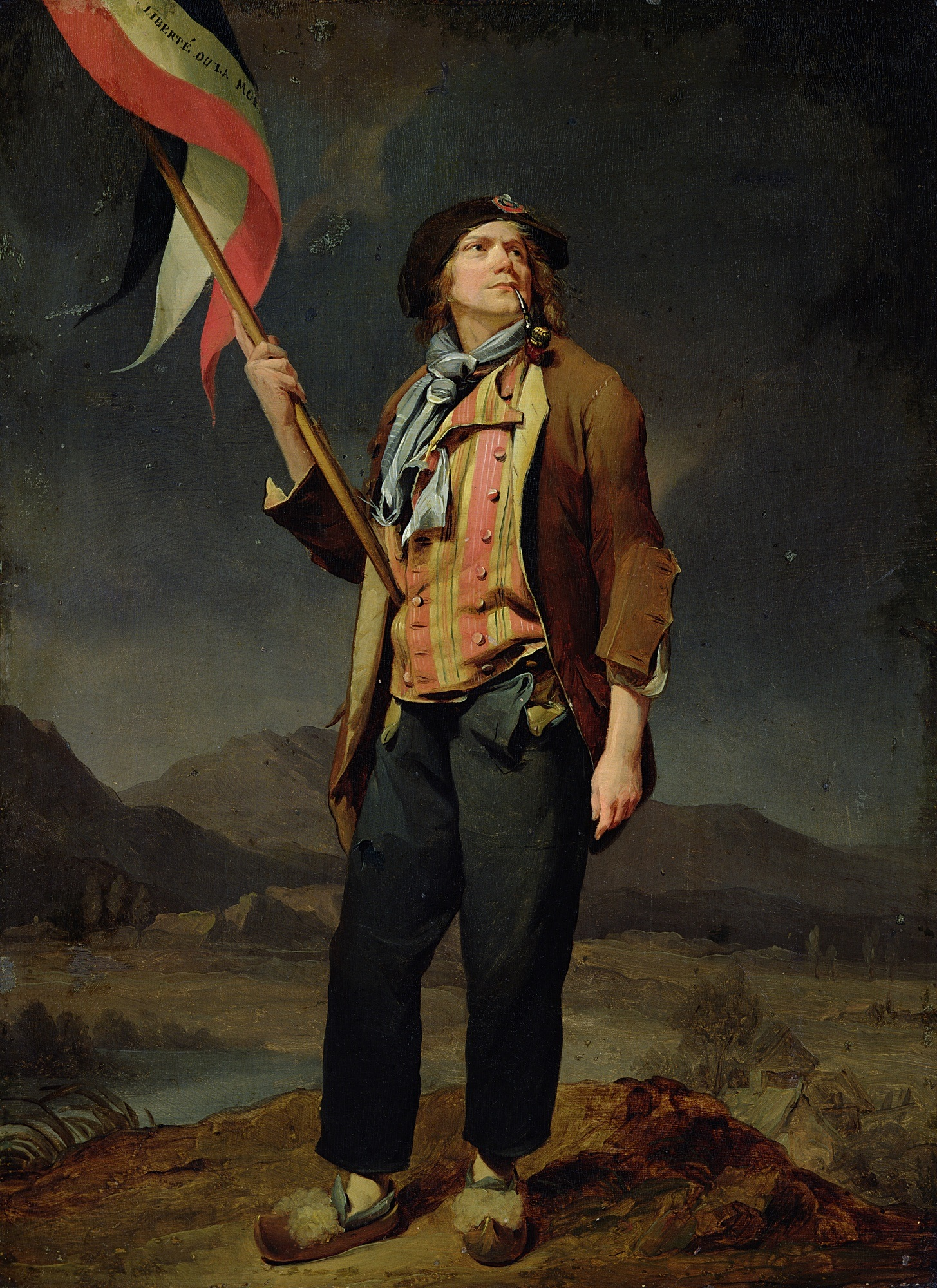
Sans-culotte, octobre 1792
La liberté ou la mort
Tableau par Louis Léopold Boilly

Les publications sont classées selon l'année de première parution.
- Saint-Just : ses idées politiques et sociales (sous le pseudonyme de Pierre Dérocles), Paris, Éditions Sociales Internationales, coll. « Problèmes », 1937, 173 p.
- La Naissance de l'Armée nationale, 1789-1794 (sous le pseudonyme de Jules Leverrier), Paris, Éditions Sociales Internationales, coll. « Problèmes », 1939, 196 p.
- L'an I de la liberté : étude historique, textes originaux, Paris, Éditions Sociales Internationales, 1939, 302 p.
- L'Armée nationale sous la Révolution, 1789-1794, Éditions France d'abord, 1945.
- La Révolution française, 1789-1799, Éditions sociales, 1948.
- Les sans-culottes parisiens en l'an II : histoire politique et sociale des sections de Paris, 2 juin 1793-9 thermidor an II, Paris, Clavreuil, 1958, 1168 p. (présentation en ligne), [présentation en ligne], [présentation en ligne].
- Histoire de la Révolution française, 2 tomes, Éditions sociales, 1962.
- La Révolution française, PUF, coll. Que sais-je ?, 1965, 126 p (réédité PUF, coll. Quadrige, 2005, 121 p.  (ISBN 978-2-13-058067-6)).
- Le Procès de Louis XVI, Paris, Julliard, coll. « Archives » (no 19), 1966, 272 p. Édition revue : Le Procès de Louis XVI, Paris, Gallimard, coll. « Folio. Histoire » (no 236), 2014, 387 p. (ISBN 978-2-07-045686-4).
- Le Directoire et le Consulat, PUF, coll. Que sais-je ?, 1967, 126 p.
- La Première République : 1792-1804, Paris, Calmann-Lévy, 1968, 365 p.
- La Civilisation et la Révolution française : La crise de l'ancien régime (préf. Raymond Bloch), t. I, Paris, Éditions Arthaud, coll. « Les grandes civilisations » (no 10), mai 1970 (réimpr. 20 juillet 1978), 642 p. (ISBN 978-2-7003-0199-1)
- 1789, l'an un de la liberté, Éditions sociales, 1973, 351 p.
- Le Premier Empire, PUF, coll. Que sais-je ?, 1973, 126 p.
- Précis d'histoire de la Révolution française, Paris, Éditions Sociales, 15 avril 1975 (1re éd. 1962), 532 p. (présentation en ligne)Voir également la nouvelle édition revue et augmentée du Précis d'Histoire de la Révolution française, sous le titre La Révolution française et publiée en 1984 aux Éditions Gallimard.
- Comprendre la Révolution : problèmes politiques de la Révolution française, 1789-1797, Paris, Maspero, coll. « Textes à l'appui », 1981, 380 p. (ISBN 2-7071-1209-7, présentation en ligne).
- La Civilisation et la Révolution française : La Révolution française (préf. Raymond Bloch), t. II, Paris, Éditions Arthaud, coll. « Les grandes civilisations » (no 18), 10 septembre 1982, 552 p. (ISBN 978-2-7003-0394-0)
- La Civilisation et la Révolution française : La France napoléonienne (préf. Raymond Bloch), t. III, Paris, Éditions Arthaud, coll. « Les grandes civilisations » (no 19), 15 novembre 1983, 490 p. (ISBN 978-2-70030-395-7)
- La Révolution française (préf. Claude Mazauric, nouvelle édition revue et augmentée du Précis d'Histoire de la Révolution française), Paris, Éditions Gallimard, coll. « « Tel » » (no 88), 11 octobre 1984, 608 p. (ISBN 978-2-07070-106-3)
- Problèmes paysans de la Révolution (1789-1848), Paris, Maspero, 1976,442 p. (ISBN 2-7071-08723), réédité chez le même éditeur en 1983.
- Portraits de révolutionnaires, Messidor, 1986, 312 p.
- Dictionnaire historique de la Révolution française, Paris, Presses universitaires de France, 1er juin 1989 (réimpr. 24 janvier 2005), 1184 p. (ISBN 978-2-13042-522-9 et 978-2-13053-605-5)
- La Maison rurale française, Paris, Comité des travaux historiques et scientifiques, 1995, 171 p.
- De la Révolution à l'Empire, Paris, Presses universitaires de France, coll. « La Bibliothèque / Que sais-je ? », 15 mai 2025, 384 p. (ISBN 978-2-7154-0768-8, présentation en ligne)

#### Sources primaires
- Département de Paris :
Société des études robespierristes - 17 rue de la Sorbonne 75321 Paris cedex 05
- Département de l'Ardèche :
Archives départementales de l'Ardèche : archives de l'état civil. Place André Malraux 07000 Privas
Mairie de Montréal : archives municipales. Le Village 07110 Montréal
Mairie de Saint-Andéol-de-Vals : archives municipales. Le Village 07600 Saint-Andéol-de-Vals
- Département de l'Isère :
Domaine de Vizille : musée de la Révolution française. Centre de documentation Albert Soboul. Place du Château, boîte postale 1753 - 38220 Vizille
- Département du Rhône :
Archives municipales de Lyon : archives de l'état civil. 1 place des  Archives 69002 Lyon

#### Notices et ressources
- Ressources relatives à la recherche :   - La France savante
  - Persée
  - PhilPapers (travaux)
- Ressource relative à la vie publique :   - Maitron
- Ressource relative à l'audiovisuel :   - IMDb
- Notices dans des dictionnaires ou encyclopédies généralistes :   - Brockhaus
  - Deutsche Biographie
  - Dizionario di Storia
  - Gran Enciclopèdia Catalana
  - Nationalencyklopedin
  - Treccani
  - Universalis
  - Visuotinė lietuvių enciklopedija
- Notices d'autorité :   - VIAF
  - ISNI
  - BnF (données)
  - IdRef
  - LCCN
  - GND
  - Japon
  - CiNii
  - Espagne
  - Belgique
  - Pays-Bas
  - Pologne
  - Israël
  - NUKAT
  - Catalogne
  - Vatican
  - Norvège
  - Croatie